# Билборд 200
„Билборд 200“ е класация на първите 200 музикални албума и EP с най-добри продажби в САЩ, която се публикува ежеседмично от списание „Billboard“.
Често се използва за оценяване на популярността на определен изпълнител или група от изпълнители. Типично за съвременния музикален пазар е споменът за даден албум да се основава върху впечатления от песните №1 – онези песни, които се продават по-добре от останалите в течение на поне 1 седмица.
Класацията се изготвя единствено въз основа на продажбите на албумите в САЩ, независимо дали те се осъществяват във физически магазини или по Интернет. Работната седмица, т.е. тази, през която се отчитат продажбите, започва в понеделник и приключва в неделя. Новата класация се публикува в идващия четвъртък, като данните се издават към следващата събота.
Например, седмицата за отчитане започва на 1 януари – понеделник. Тя приключва на 7 януари, неделя, а класацията се публикува на 11 януари, четвъртък. Датата на издаване е 20 януари, събота.
В САЩ новите продукти обикновено излизат в четвъртък. Песните, предназначени за цифров даунлоуд, също се включват в схемата на Billboard 200, стига целият албум да е закупен. Албумите без лиценз за магазинна продажба в САЩ (но са достъпни на американския пазар като вносни продукти) не се допускат до класацията. Албуми, продавани единствено в строго определени магазини (като „Wal-Mart“ и „Starbucks“), не можеха да влизат в класацията. Тази политика е отменена на 7 ноември 2007 г. и влиза в сила в изданието от 17 ноември.